# Georges Sérès
Georges Sérès (Condòm, 6 d'abril de 1887 - Suresnes, 26 de juny de 1951) va ser un ciclista francès, professional des del 1905 al 1926. Es va especialitzar en el mig fons, en què va aconseguir un Campionat del Món i un Campionat d'Europa.
Els seus fills Arthur i Georges també van ser ciclistes professionals.

## Palmarès
- 1919
  -  Campió de França de Mig fons
- 1920
  -  Campió del Món de Mig fons
  - Campió d'Europa de mig fons
  -  Campió de França de Mig fons
- 1921
  - 1r als Sis dies de París (amb Oscar Egg)
- 1922
  -  Campió de França de Mig fons
  - 1r als Sis dies de París (amb Émile Aerts)
- 1923
  -  Campió de França de Mig fons
- 1924
  - 1r als Sis dies de París (amb Émile Aerts)
- 1925
  -  Campió de França de Mig fons

## Resultat al Tour de França
- 1905. Abandona
- 1906. Abandona